# 보 요한손
보 빌뤼 롤란드 요한손(스웨덴어: Bo Villy Roland Johansson, 1942년 11월 28일~)은 스웨덴의 축구 선수 출신 축구 지도자로 보세 요한손(스웨덴어: Bosse Johansson)으로도 알려져 있다.

## 선수 경력
요한손은 IF 아리엘의 유소년부에서 축구 선수 경력을 시작했고 1962년 2부 리그의 칼마르 FF로 이적했다. 칼마르는 요한손이 있는 동안 스웨덴의 1부 리그인 알스벤스칸으로 승격하지 못했다. 그는 1974년 린스달스 IF로 이적했고 1976년까지 활동한 후 선수 경력을 마감했다.

## 지도자 경력
요한손은 1973년 친정 구단 칼마르 FF의 감독으로 부임하며 축구 지도자 경력을 시작했다. 1974년부터 1976년까지 린스달스 IF의 감독을 역임했고 1977년 친정 구단 칼마르의 감독으로 복귀해 1979년까지 칼마르를 감독했다. 1979년 인근 경쟁 구단인 외스테르스 IF 감독을 맡았고 3년 동안 외스테르스를 이끌며 1980년과 1981년 2년 연속 알스벤스칸 우승을 이끌었다. 그는 노르웨이의 예르브와 그리스의 파니오니오스를 맡았고 이후 아이슬란드 국가대표팀 지휘봉을 잡아 처음으로 국가대항전 경기에서 국가대표 선수단을 지휘했다. 이후 1992년 덴마크의 실케보르 IF의 감독을 맡았고 1994년 덴마크 수페르리가 우승을 달성하며 첫 우승 이후 13년이 지난 뒤에 두 번째 우승 경력을 획득했다.
요한손은 1996년 UEFA 유로 1992에서 우승을 거둔 리샤르 묄레르 닐센의 후임으로 덴마크 축구 국가대표팀의 감독으로 취임했다. 그는 전임자보다 공격적인 전술을 사용했고 덴마크 대표팀의 1998년 FIFA 월드컵 본선 진출에 기여했다. 덴마크 대표팀은 프랑스 축구 국가대표팀과의 조별 리그에서 패배했지만 16강에 진출했고 나이지리아 축구 국가대표팀에 4대 1로 승리하고 8강에서 브라질 축구 국가대표팀에게 2대 3으로 패배했다. 그는 월드컵에서 기록한 성적과는 달리 2년 뒤에 벨기에와 네덜란드에서 열린 UEFA 유로 2000에서 조별 리그 3경기에 모두 패배하며 조별 리그 탈락이라는 성적을 획득했다. 요한손은 1999년에 유로 2000 이후 덴마크 대표팀의 감독을 맡지 않을 것임을 공개적으로 밝혔지만 덴마크의 조기 탈락 이후에도 그를 지지하는 여론은 많았고 그는 대회 이후 대표팀을 떠나지 않았다. 그는 덴마크 대표팀의 감독 자격으로 40번의 경기를 지도해 17승 9무 14패의 기록을 세웠다.
2003년 요한손은 스웨덴의 IFK 예테보리 감독으로 취임했고 2004년에 지도자에서 은퇴했다. 그는 2005년에 은퇴를 번복하고 몰데 FK 감독으로 취임해 몰데의 노르예스메스테르스카페트 우승 달성에 기여했다. 몰데는 컵대회 성적과는 달리 리그에서 12등을 차지했고 요한손은 시즌이 끝나고 사임했다. 2010년, 그는 스웨덴의 오트비다베리 FF의 수석 코치를 담당했고 2015년 린스달스 IF의 수석 코치를 담당했다.

## 수상 내역
지도자
 외스테르스 IF
- 알스벤스칸: 1980, 1981

 실케보르 IF
- 덴마크 수페르리가: 1994

 몰데 FK
- 노르예스메스테르스카페트: 2005